# أحمد عسيري (لاعب كرة قدم مواليد 1996)
أحمد حسين عسيري لاعب كرة قدم سعودي، في خط الدفاع يلعب حالياً في نادي بيشة.